# Siedkyrkieszcz
Siedkyrkieszcz – osiedle typu miejskiego w Rosji, w Republice Komi. W 2010 roku liczyło 1999 mieszkańców.